# Spartacus (filme)
Spartacus (prt/bra: Spartacus) é um filme norte-americano de 1960, do gênero drama histórico-biográfico-romântico de ação, realizado por Stanley Kubrick, com roteiro de Dalton Trumbo baseado no romance Spartacus, de Howard Fast, publicado em 1951.

## Sinopse
Espártaco é um homem que nasceu escravo, labuta para o Império Romano enquanto sonha com o fim da escravidão. Ele, por sua vez, não tem muito com o que sonhar, pois foi condenado à morte por morder um guarda em uma mina na Líbia. Mas seu destino foi mudado por Batiatus, um lanista (negociante e treinador de gladiadores), que o comprou para ser treinado nas artes de combate e se tornar um gladiador. Até que um dia, dois poderosos patrícios chegam de Roma, um com a esposa e o outro com a noiva. 
As mulheres pedem para serem entretidas com dois combates até à morte e Spartacus é escolhido para enfrentar o gladiador Draba, que vence a luta mas se recusa a matar seu opositor, atirando seu tridente contra a tribuna onde estavam os romanos. Este nobre gesto custa a vida do gladiador e enfurece Spartacus de tal maneira que ele acaba liderando uma revolta de escravos, que atinge metade da Itália. Inicialmente, as legiões romanas subestimaram seus adversários e foram todas massacradas. Quando o senado romano toma consciência da gravidade da situação, decide reagir com todo o seu poder militar indicando o ambicioso general Marco Licínio Crasso, atribuindo-lhe poderes extraordinários para deter a revolta e capturar Spartacus.

## Elenco
- Kirk Douglas — Espártaco
- Laurence Olivier — Crasso
- Jean Simmons — Varínia
- Peter Ustinov — Batiatus
- Charles Laughton — Graccus
- John Gavin — César
- Tony Curtis — Antoninus
- Nina Foch — Helena Glabrus
- John Ireland — Crixus
- Herbert Lom — Tigranes
- John Dall — Glabro
- Woody Strode — Draba

## Produção
O filme foi gravado em Madrid na Espanha e na Califórnia. Saul Bass foi o responsável pelos créditos de abertura. O diretor Anthony Mann iniciou as filmagens, porém desentendimentos com o produtor executivo Kirk Douglas, resultaram em sua substituição por Stanley Kubrick.

## Principais prêmios e indicações
| Prêmio             | Categoria               | Recipiente                   | Resultado |
| ------------------ | ----------------------- | ---------------------------- | --------- |
| Oscar 1961         | Melhor ator coadjuvante | Peter Ustinov                | Venceu    |
| Oscar 1961         | Melhor direção de arte  | Eric Orbom                   | Venceu    |
| Oscar 1961         | Melhor fotografia       | Russell Metty                | Venceu    |
| Oscar 1961         | Melhor figurino         | Valles, Bill Thomas, Peruzzi | Venceu    |
| Oscar 1961         | Melhor edição           | Robert Lawrence              | Indicado  |
| Oscar 1961         | Melhor trilha sonora    | Alex North                   | Indicado  |
| BAFTA 1961         | Melhor filme            | Stanley Kubrick              | Indicado  |
| Globo de Ouro 1961 | Melhor filme - drama    | Stanley Kubrick              | Venceu    |
| Globo de Ouro 1961 | Melhor ator - drama     | Laurence Olivier             | Indicado  |
| Globo de Ouro 1961 | Melhor ator coadjuvante | Peter Ustinov                | Indicado  |
| Globo de Ouro 1961 | Melhor ator coadjuvante | Woody Strode                 | Indicado  |
| Globo de Ouro 1961 | Melhor direção          | Stanley Kubrick              | Indicado  |
| Globo de Ouro 1961 | Melhor trilha sonora    | Alex North                   | Indicado  |